# Gershwin Bonevacia

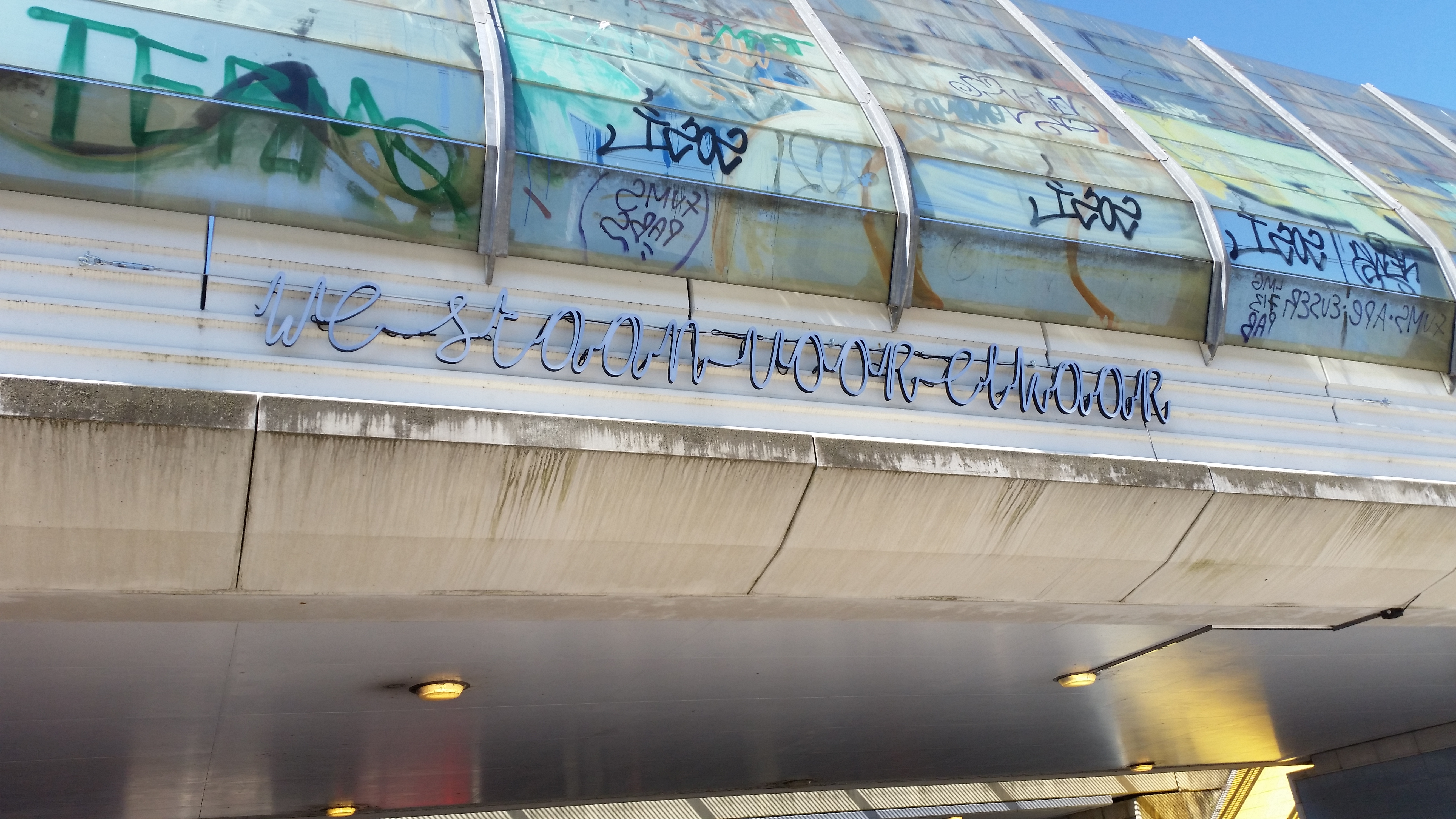
Bullewijkspoorbrug met tekst van Gershwin Bonevacia (mei 2019)

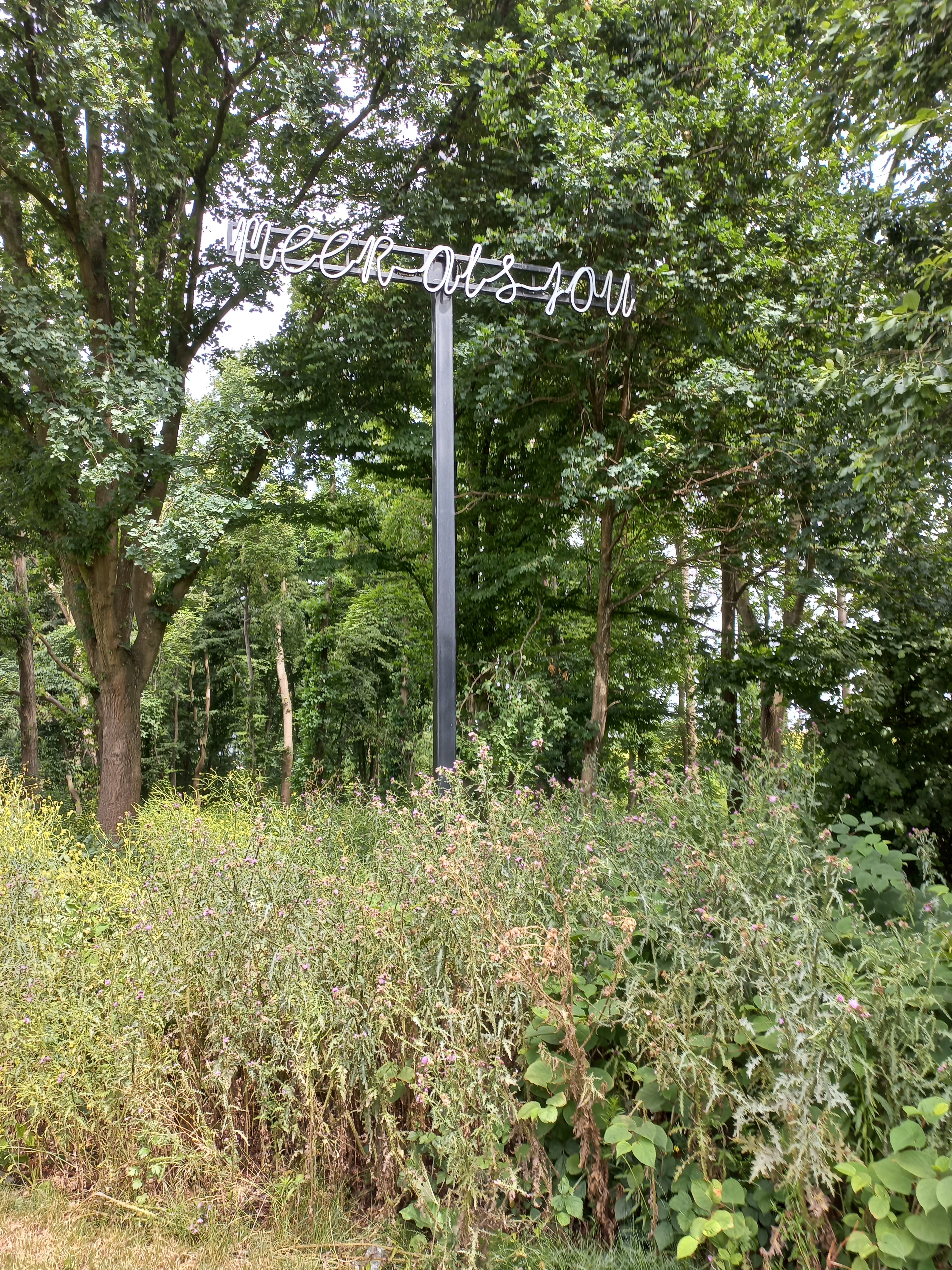
Meer als jou (maart 2021)

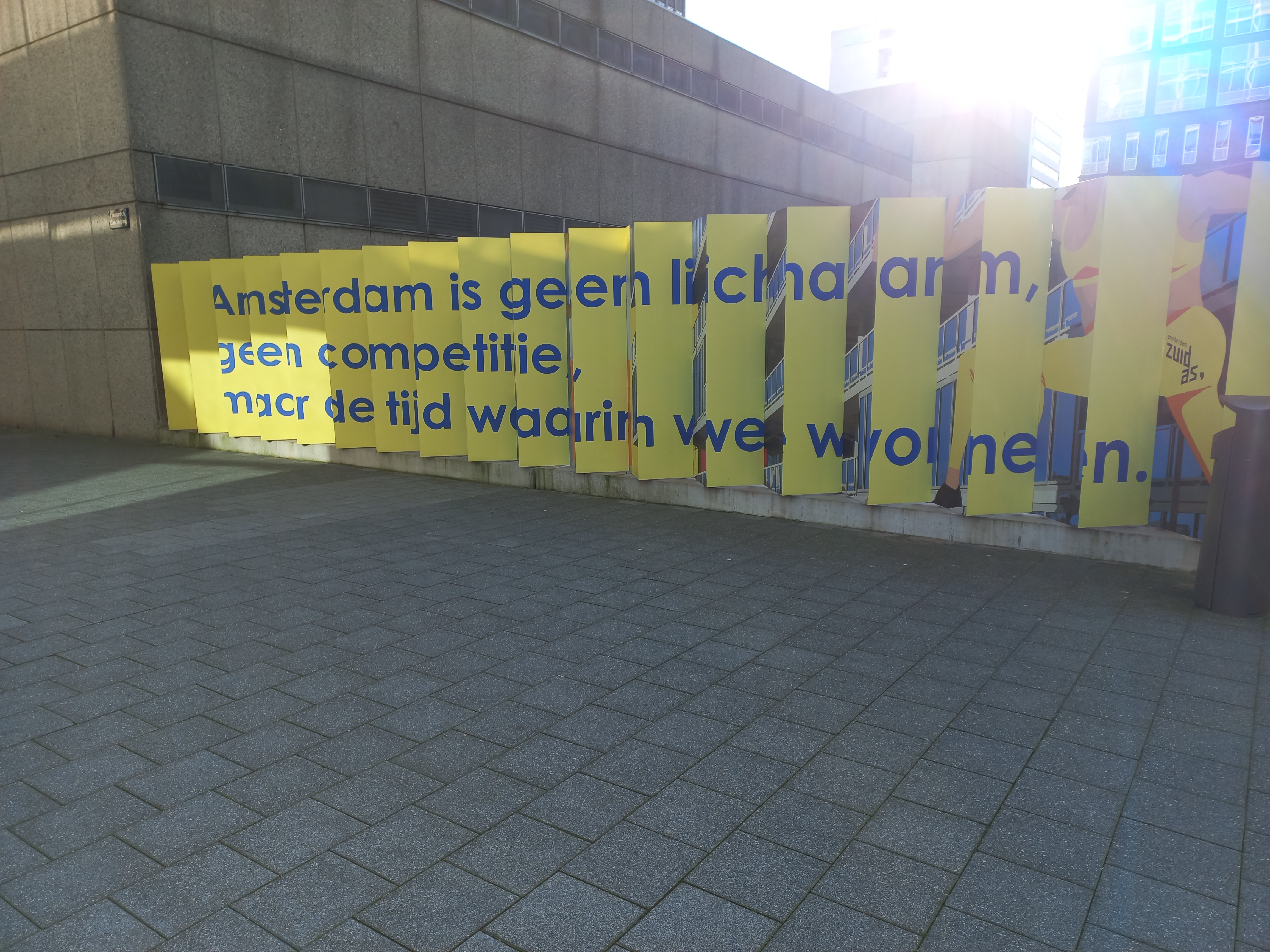
Tekst op schutting (januari 2023)

Gershwin Patrick Bonevacia (Rotterdam, 19 mei 1992) is een Nederlands dichter, spokenwordartiest en theatermaker.
Van maart 2019 en januari 2022 was hij stadsdichter van Amsterdam.

## Biografie
Gershwin Bonevacia werd vernoemd naar de Amerikaanse componist George Gershwin. Van 1994 tot 2002 woonde hij op Curaçao, vervolgens woonde hij weer in Nederland, in Rotterdam-Zuid.
Op zijn twaalfde werd vastgesteld dat hij dyslectisch is. Na het vmbo volgde hij een opleiding tot juridisch medewerker, studeerde hij commerciële economie aan de Hogeschool van Amsterdam en filosofie.
Sinds 2011 woont Bonevacia in Amsterdam.

## Werk
In 2017 gaf hij in eigen beheer zijn eerste dichtbundel uit, Ik heb een fiets gekocht. In 2019 verscheen een herziene herdruk, uitgegeven door uitgeverij Das Mag. In 2018 was hij een van de ambassadeurs van de Black Achievement Month. In 2019 won hij een Young Amsterdam Award, de prijs voor jongeren die uitblinken in ondernemerschap en maatschappelijke betrokkenheid.
Bonevacia werd in 2019 benoemd tot stadsdichter van Amsterdam, hiermee was hij de jongste in de geschiedenis van stadsdichters van Amsterdam. Hij was de opvolger van K. Schippers. Bonevacia werkte als stadsdichter samen met organisaties als het Van Gogh Museum, de Erasmus Universiteit, NPO en TEDx. Van maart 2019 tot januari 2022 was Gershwin stadsdichter van Amsterdam, en schreef hij maandelijks een gedicht in Het Parool. Toen tijdens de coronacrisis in maart 2020 de scholen dicht moesten, publiceerde Het Parool de volgende dag op de voorpagina zijn stadsgedicht De scholen zijn dicht. Bonevacia droeg zijn stukken onder andere voor aan het koningshuis en voor de NTR. Op de Bullewijkspoorbrug werden twee tekstregels van Bonevacia aangebracht, in een lichtkunstwerk van ontwerper Frederike Top: We staan voor elkaar (oostzijde) en Ik sta voor jou (westzijde). In 2021 werd een derde deel van dit drieluik onthuld in Spoorpark Zuid (aansluitend gelegen bij het station met de tekst: Meer als jou-dat jij meer-bent van mij. Ondertussen was in 2020 op de Zuidas een aantal teksten van hem geprojecteerd op een schutting rondom het bouwterrein van transformatorcentrum Zorgvlied. In januari 2022 werd Bonevacia als stadsdichter opgevolgd door Marjolijn van Heemstra.
In 2021 verscheen zijn dichtbundel Toen ik klein was, was ik niet bang bij uitgeverij Das Mag en vertaalde hij het kinderboek Zo klinkt verandering van de Amerikaanse spokenwordartiest Amanda Gorman.
Bonevacia was in 2022 een van de schrijvers van 3PAK, het gratis geschenk van de Boekenweek van Jongeren, georganiseerd door de Stichting Collectieve Propaganda van het Nederlandse Boek (CPNB). Het was de eerste keer dat er een dichter meewerkte aan 3PAK.
Hij trad in 2023 op in verschillende theaters met zijn voorstelling Terug naar Prinsenplein, een monoloog gericht aan zijn jongere zelf, de tienjarige Gush, met gedichten uit zijn bundel Toen ik klein was, was ik niet bang. De voorstelling werd door Het Parool uitgeroepen tot een van de beste voorstellingen van 2023. Ook kreeg de voorstelling 5 sterren in NRC.
Op 25 januari 2024 verscheen Gershwins bundel De stad is ook van mij (Das Mag en Athenaeum Boekhandel) met de gedichten die hij als stadsdichter schreef over Amsterdam.

## Voordrachten
- Martin Luther King in een monoloog op Martin Luther King Day, Nieuwe Kerk Amsterdam, 15 januari 2018.[15]
- Gershwin Bonevacia en Gershwin, Podium Witteman Hart & Ziel, 18 oktober 2019.[16]
- Video Fluisterende Stad, met regisseur Jerome Fischer, Het Parool 2 april 2020.[17]
- Voordracht tijdens de opening door Koning Willem-Alexander van de tentoonstelling Moraalmeesters in het Koninklijk Paleis Amsterdam, op 14 april 2022.[18]

### Bijdragen
Bonevacia droeg bij aan de volgende boeken:
| Jaar | Titel                            | Auteur/samensteller | Uitgever                                                         | ISBN          | Notitie |
| ---- | -------------------------------- | ------------------- | ---------------------------------------------------------------- | ------------- | --- |
| 2019 | Hardop. Spoken word in Nederland | Babs Gons           | Atlas Contact                                                    | 9789025452148 | Poëzie, bijdrage aan boek 'van                                                                                                 |
| 2022 | Kom mee naar buiten              |                     | Van Goor                                                         | 9789000381623 | Kinderverhalenbundel voor de Kinderboekenweek, bijdrage van enkele gedichten                                                   |
| 2022 | 3PAK                             |                     | Stichting Collectieve Propaganda van het Nederlandse Boek (CPNB) | 9789059658578 | Gedichtencyclus in het geschenk in de Boekenweek van Jongeren, samen met verhalen van Daan Heerma van Voss en Chinouk Thijssen |

### Vertalingen
| Jaar | Titel                 | Oorspronkelijke titel | Auteur        | Uitgever         | ISBN          | Notitie |
| ---- | --------------------- | --------------------- | ------------- | ---------------- | ------------- | ------- |
| 2021 | Zo klinkt verandering | Change Sings          | Amanda Gorman | Van Goor         | 9789000378722 |         |
| 2022 | helder & verbonden    | clarity & connection  | Yung Pueblo   | Kosmos Uitgevers | 9789021590844 |         |
| 2023 | Ooit, ergens          | Something, Someday    | Amanda Gorman | Van Goor         | 9789000391080 |         |